# Segreteria dell'istruzione
La Segreteria dell'istruzione (Secretaría de Educación) una delle segreterie del Ministero del capitale umano, che dipende dal governo dell'Argentina.

## Storia
Fu creata nel 1983 come segretaria del Ministero dell'istruzione e della giustizia.
Nel marzo 1990 fu ridotta a sottosegretariato. Nell'aprile 1991 divenne dipendente dal Ministero della cultura e dell'istruzione e nell'agosto dello stesso anno il sottosegretario riacquistò lo status di segretaria.
Nel 1999 il portafoglio dell'istruzione era composto dalla segreterie dell'istruzione di base e dell'istruzione superiore. Successivamente, nel febbraio 2002, il ramo esecutivo ha ricreato la Segretaria dell'istruzione (all'interno del Ministero dell'istruzione, della scienza e della tecnologia).

## Segretari
| Segretario        | Partito | Partito      | Mandato                               | Ministro          | Presidente        |
| ----------------- | ------- | ------------ | ------------------------------------- | ----------------- | ----------------- |
| Adriana Puiggrós  |         | Fronte Ampio | 19 dicembre 2019 – 19 agosto 2020     | Nicolás Trotta    | Alberto Fernández |
| Marisa Díaz       |         | Indipendente | 20 agosto 2020 – 30 settembre 2021    | Nicolás Trotta    | Alberto Fernández |
| Silvina Gvirtz    |         | Indipendente | 1° ottobre de 2021 – 10 dicembre 2023 | Jaime Perczyk     | Alberto Fernández |
| Carlos Torrendell |         | Indipendente | 10 dicembre 2023 – in carica          | Sandra Pettovello | Javier Milei      |

## Sottosegretariati
| Sottosegretariato                                               | Titolare               |
| --------------------------------------------------------------- | ---------------------- |
| Sottosegretariato per le politiche educative e l'innovazione    | Alfredo Vota           |
| Sottosegretariato per l'informazione e la valutazione educativa | María Cortelezzi       |
| Sottosegretariato alle politiche universitarie                  | Alejandro Álvarez (h.) |
| Segreteria del Consiglio federale dell'educazione               | José Manuel Thomás     |
| Sottosegretariato per la gestione amministrativa                | María Inés Brogin Alba |